# Jsu Garcia
Jsu Garcia (dit parfois Nick Corri) est un acteur américain d'origine cubaine, né le 6 octobre 1963 à New York.

## Filmographie partielle

### Cinéma
- 1984 : Les Griffes de la nuit (sous le pseudonyme de Nick Corri)
- 1985 : Touché ! (sous le pseudonyme de Nick Corri)
- 1986 : Femme de choc (sous le pseudonyme de Nick Corri)
- 1989 : Esclaves de New York (sous le pseudonyme de Nick Corri)
- 1990 : Predator 2 (sous le pseudonyme de Nick Corri)
- 1995 : Un vampire à Brooklyn (sous le pseudonyme de Nick Corri)
- 2000 : Traffic
- 2002 : Dommage collatéral
- 2002 : Nous étions soldats
- 2004 : Polly et moi
- 2005 : Adieu Cuba
- 2007 : The Go-Getter
- 2008 : Che, 1re partie : L'Argentin
- 2011 : Atlas Shrugged: Part I

### Télévision
- 1995 : Murder One (série télévisée)

## Distinctions

### Nominations
- Saturn Awards :
  - nommé au Saturn Award du meilleur jeune acteur 1985 (Les Griffes de la nuit)